# 福井市和田小学校
福井市和田小学校（ふくいし わだしょうがっこう）は、福井県福井市にある公立小学校。

## 服装
標準服が存在するが、夏期のみ私服登校も認められていた。現在では1年を通し、標準服を着用している。

## 学校周辺
- 福井市旭小学校
- 福井市成和中学校
- 和田公園

## アクセス
- 京福バス
  - 51・52系統（済生会問屋団地線）、55・59系統（大野線）「東部プラザ前」下車、約400 m。

## 著名な卒業生
- 八田英明（京都アニメーション代表取締役社長）